# 邊疆航空
邊疆航空（英語：Frontier Airlines）是一間於1994年2月8日成立的一間美國航空公司，它與50年代成立的老邊疆航空（1950年至1986年）並無太大關係。

## 歷史

### 背景
邊疆航空是沿用於1986年結束飛行的舊「邊疆航空」的名字。該公司於1950年6月成立，它是由三家區域航空公司合併而成，包括亞利桑那航空（Arizona Airlines）、挑戰者航空（Challenger Airlines）及君主航空（Monarch Airlines）。當年的邊疆航空於丹佛國際機場開業時飛航超過40個美國城市，擁有近400位員工。
公司的全盛時期於1980年，當時邊疆航空擁有60架噴射客機，飛往86個城市。到了1982年，美國政府實行開放天空政策。聯合航空及美國大陸航空先後進駐丹佛國際機場，與邊疆航空正面競爭。而且面對財政壓力，及公司高層變動影響營運策略，不久於1986年宣佈破產，到了1990年正式結束破產法律程序。

### 新邊疆航空成立與初期營運

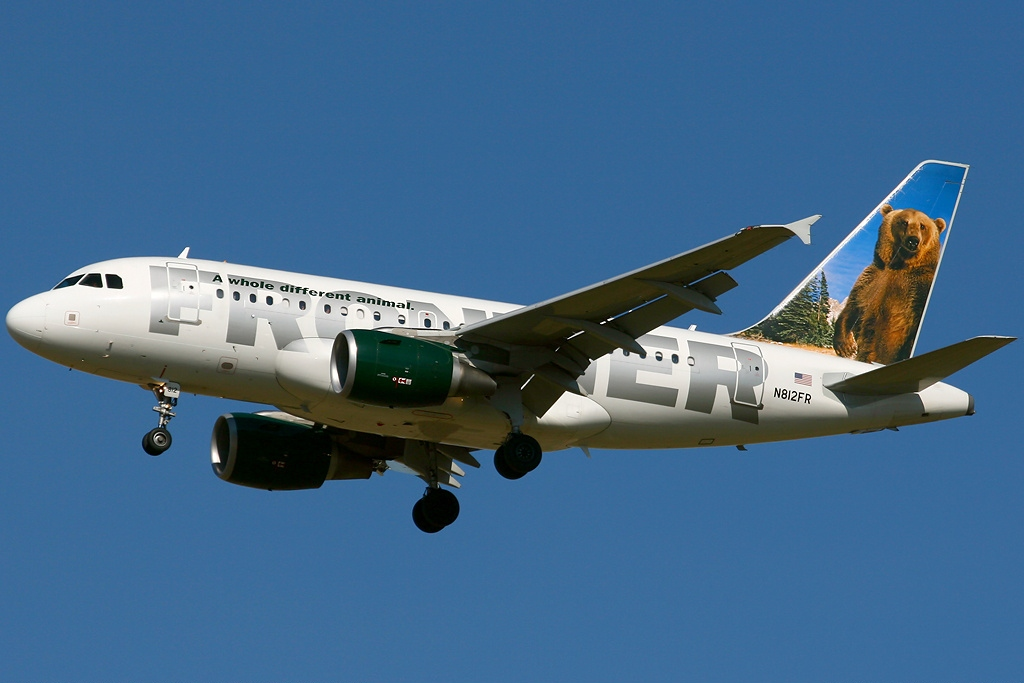
邊疆航空的空中巴士A318客機

1994年，美國大陸航空離開丹佛國際機場。於是，昔日邊疆航空總裁及執行長，與及其他舊有員工看準時機，於同年2月8日向政府登記，並於3月15日成立與以往同名的邊疆航空，當時只有22名員工，及一些二手的波音737客機。
由於邊疆航空面對當時的競爭壓力，為免重蹈舊邊疆航空的覆轍，於是將公司定位為廉價航空公司，以低價策略招來乘客。尤其是西南航空的進駐，與及後來由聯合航空成立的子公司泰德航空（Ted），都給予邊疆航空不少營運壓力。
1990年代末期，邊疆航空開始採購空中巴士生產的飛機並提供機上個人電視。2005年，旗下飛機機型全部改為空中巴士生產，波音737客機全部退役。
2006年，邊疆航空與穿越航空合作，旅客飛行這二家航空公司航班的哩程可累積至這二家任一家的航空常客計畫。
2007年，美國運輸部將邊疆航空列入美國主要航空公司之一。

### 破產保護並與中西航空合併
2008年4月10日，邊疆航空宣佈進入破產保護程序，但同年11月的財務報告顯示當月有2900萬美元的盈餘。2009年8月，共和航空控股宣佈收購邊疆航空成為其旗下另一品牌（另有中西航空及二個區域性航空公司），在此期間，西南航空亦嘗試收購邊疆航空，但由共和航空控股得標。同年10月收購程序完成，邊疆航空以新航空公司的身份脫離破產保護。
2010年初，共和航空控股宣佈將合併中西航空和邊疆航空並以邊疆航空為續存品牌。

## 特色

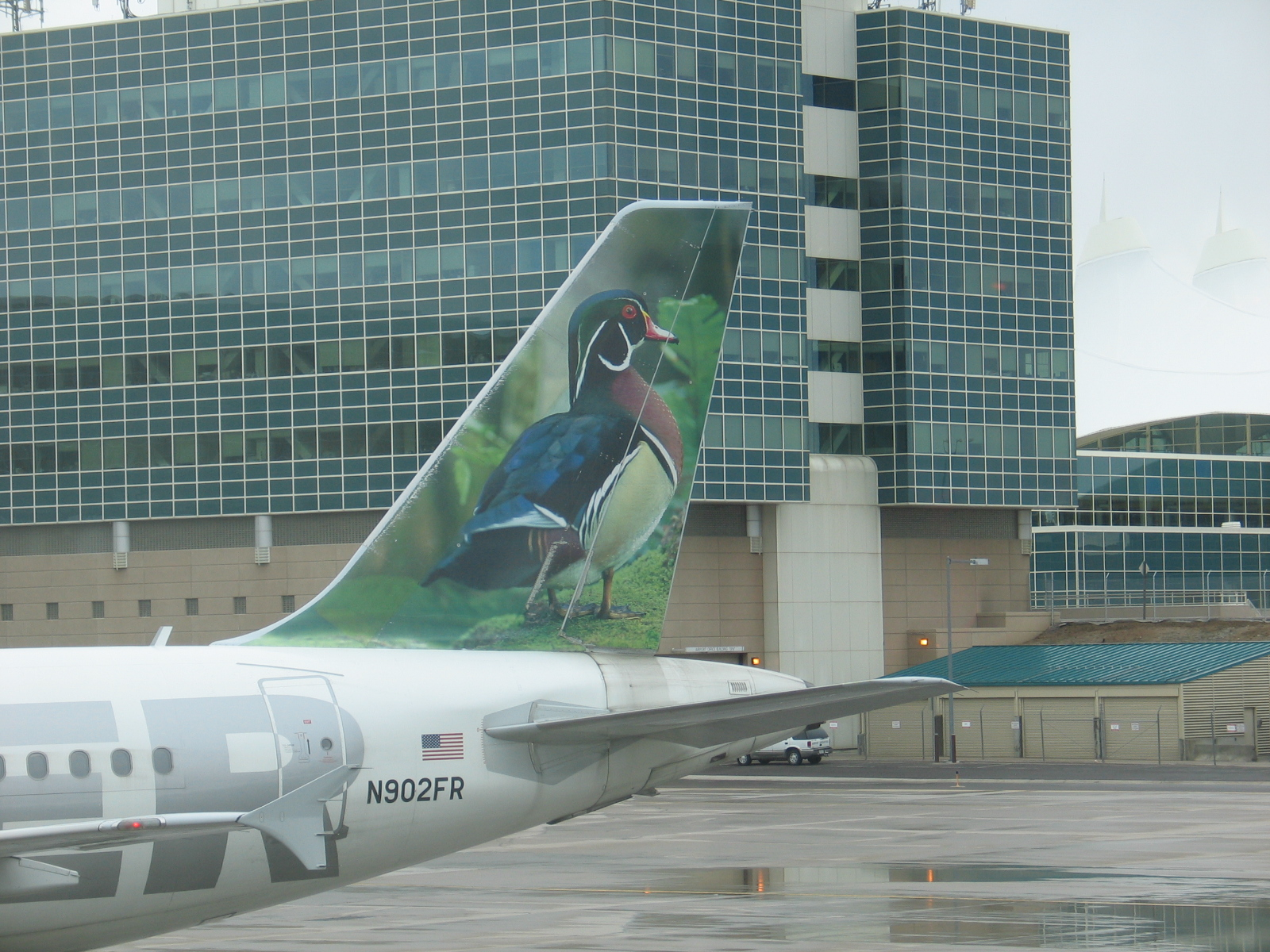
繪有野鴨圖案的空中巴士A319，命名為「Woody」

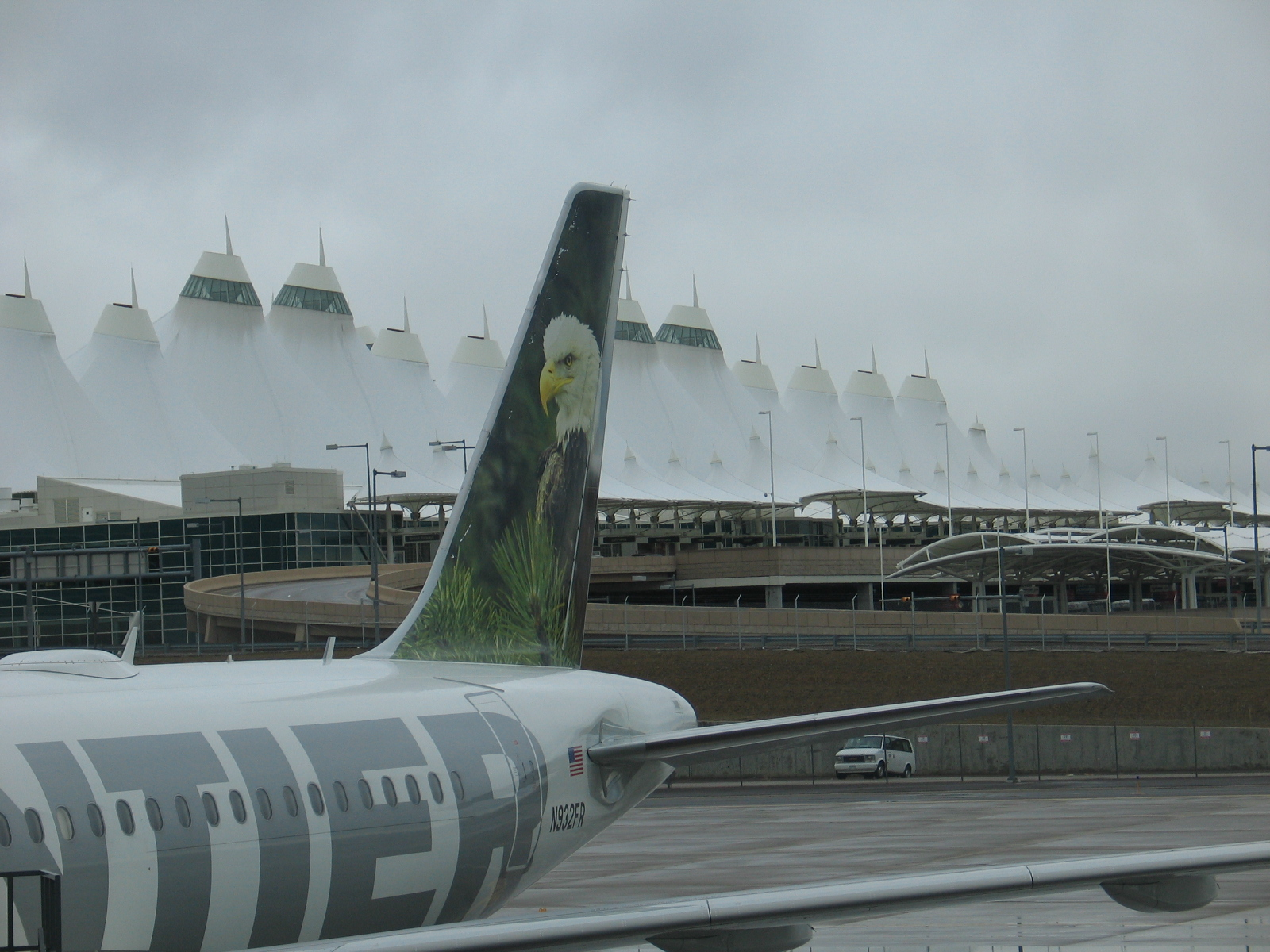
繪有禿鷹圖案的空中巴士A319，命名為「Sarge」

新邊疆航空的公司口號是「A Whole different animal.」，意指「與眾不同的動物」。而在邊疆航空的機隊，最矚目的是每架飛機的尾翼上都有不同的動物圖案，而每一隻動物亦有專屬的名字。這種機尾彩繪方式類似捷藍航空在每架飛機的機尾繪上不同的幾何圖案，及為每架飛機命名相似。而在邊疆航空機尾出現的動物圖案共有數十種，包括小熊、公鹿、山貓、天鵝、山羊、海豚、虎鯨等等。

## 機隊

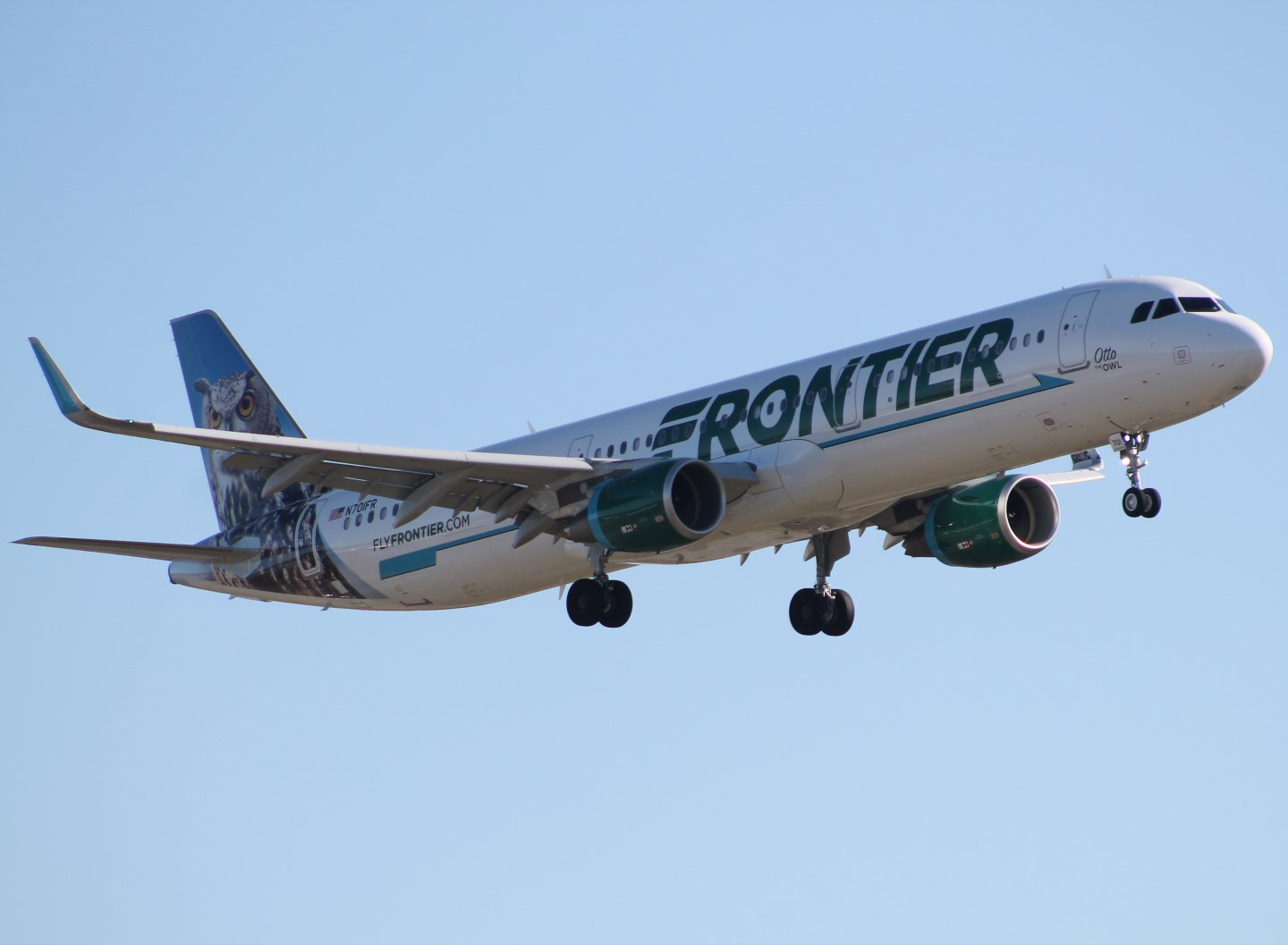
邊疆航空的空中巴士A321-200

### 現役機隊
邊疆航空於1994年成立時，是使用波音737機隊的。到了2001年6月，邊疆航空開始使用空中巴士A319/A320機隊以降低成本。目前邊疆航空的機隊如下（截止2024年3月）：
「邊疆航空全採用空中巴士機隊」

### 退役機隊
- 波音737-200 (於2004年退役)
- 波音737-300 (於2005年退役)

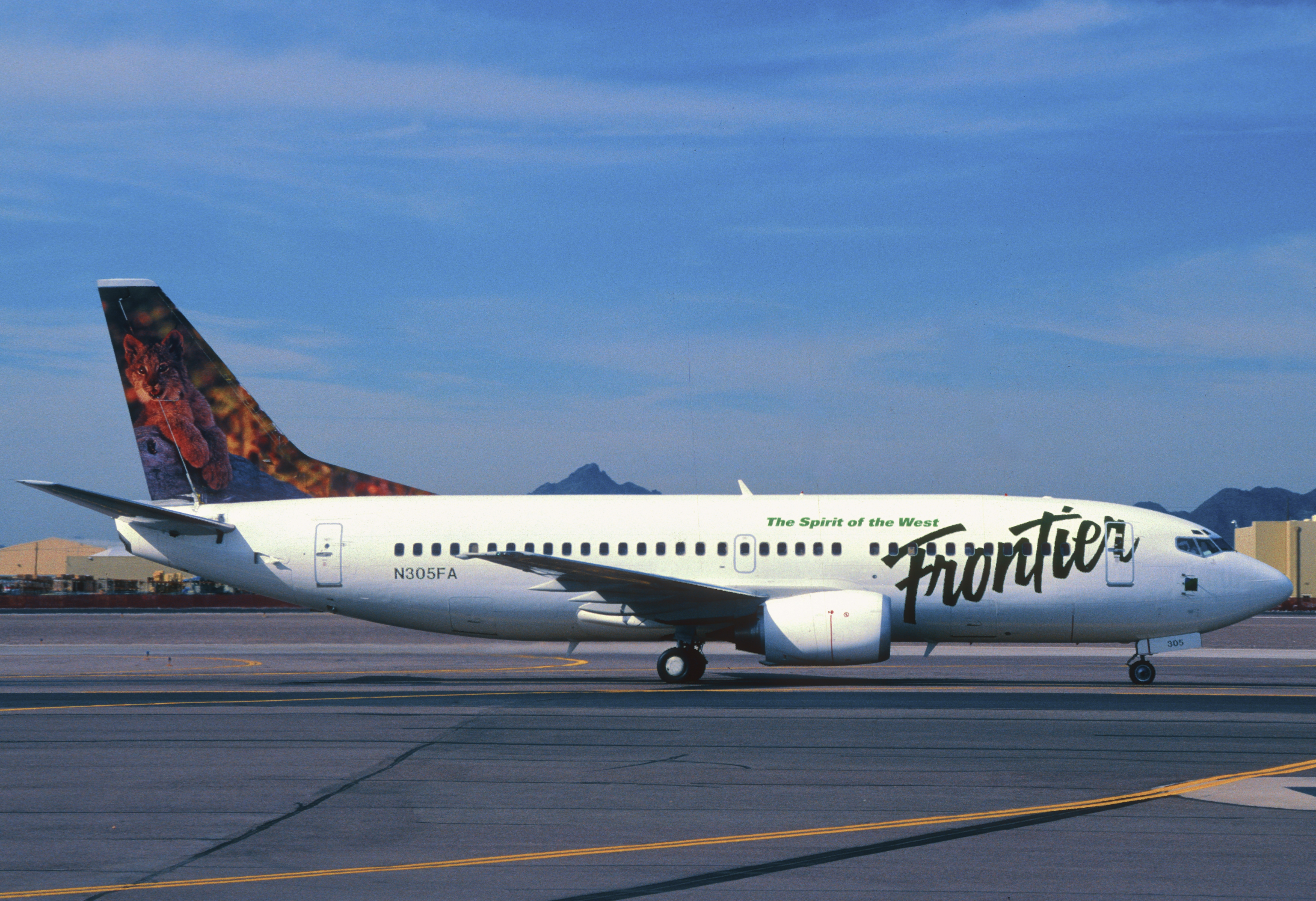
邊疆航空的波音737-300披上1994年塗裝

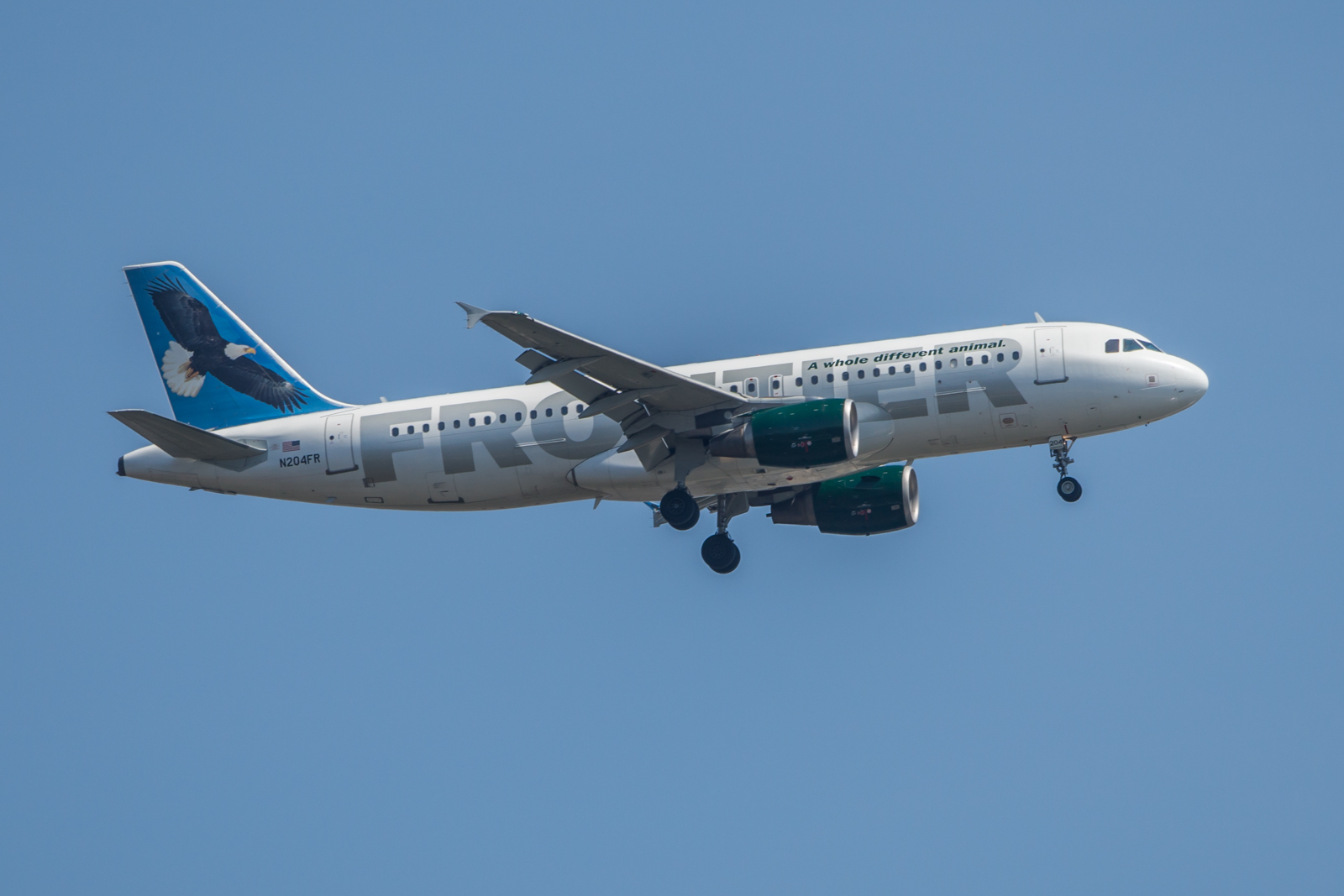
邊疆航空的空中巴士A320-200披上2001年塗裝

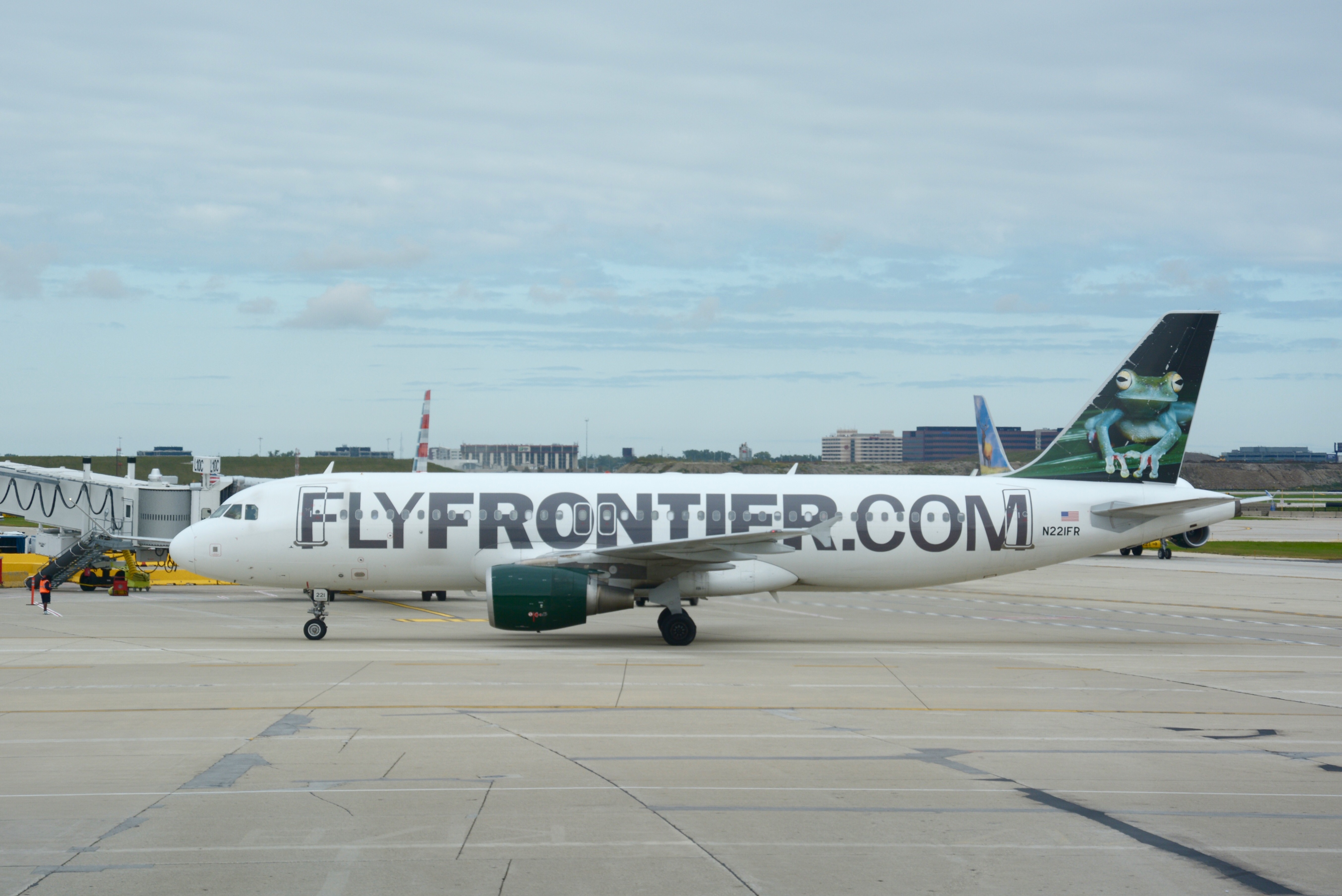
邊疆航空的空中巴士A320-200披上2013年塗裝

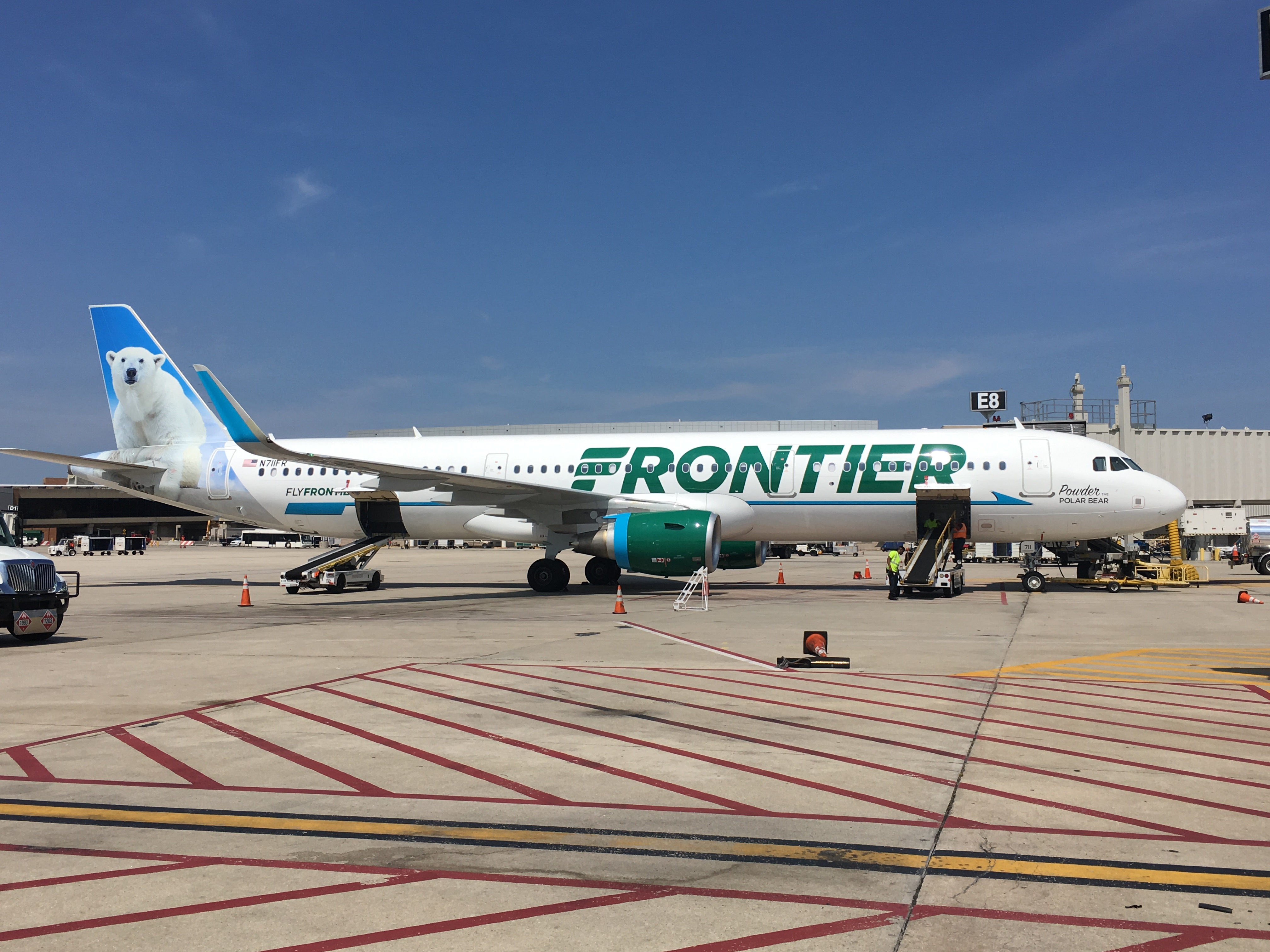
邊疆航空的空中巴士A321-200披上2014年塗裝

- 空中巴士A318-100 (於2013年退役)
- 空中巴士A319-100 (於2021年退役)
- E-170 (於2013年退役)
- E-190 (於2013年退役)